# Klinometer
Klinométer je merilna priprava za merjenje naklona in nagiba, ki je sestavljena iz grezila, kotne skale in vizirnega dela. Klinometer se uporablja pri geodeziji, v alpinizmu ter pri orientaciji. Nekatere busole imajo že vgrajen klinometer.
Klinotemter se uporablja tako, da grezilo prosto visi ob motnem merilu, vizirni del pa mora biti poravnan tako, da preko njega vidimo objekt, do katerega merimo naklon. Oko je praviloma čim bližje zadnjemu kotu vizirnega dela. Tovrstne priprave so danes le še v ljubiteljski uporabi.